# Сахарска смес (нефт)
„Сахарска смес“ (на френски: Sahara Blend; на английски: Saharan Blend) е основният сорт суров (непреработен) нефт, добиван в Алжир.
Това е слабо сернист лек нефт – неговата плътност съставлява 45° API, а съдържанието на сяра е 0,05%.
Влиза в така наречената кошница на ОПЕК - средно претеглена цена от основните сортове нефт от държавите членки на Организацията на страните износителки на петрол.
Наименованието Сахарска смес се употребява също така за обозначаване на смеси от тютюни, кафе, видове тухли, мрамор и други продукти.